# Khan Said
Khan Said Sajna, también conocido como Jalid, es el líder de Tehrik e Taliban Pakistan (también conocido como Talibán pakistaní), tras la muerte de Hakimullah Mehsud el 1 de noviembre de 2013.
Se estima que tiene entre 20 y 40 años, aunque también se señala que su año de nacimiento es 1977. Sajna carece de educación básica, ya sea convencional o religiosa, pero está curtido en la batalla y tiene experiencia en combate durante su estancia en Afganistán.
Said es sospechoso de participar en el ataque a una base naval de Karachi y se le atribuye la operación para liberar, en 2012, a más de 400 presos de una cárcel de la ciudad de Bannu, en el noroeste de Pakistán.
Reside en Laddah, en la provincia de Waziristán del Sur, y pertenece al clan de Mehsud.